# Universidad de Montevideo
Die Universidad de Montevideo (UM) (dt. Universität von Montevideo) in Montevideo ist eine Privatuniversität in Uruguay.
Sie verfügt über die Fakultäten Wirtschaftswissenschaften, Rechtswissenschaften, Kommunikationswissenschaften, Geisteswissenschaften, Ingenieurwissenschaften.